# Il re vagabondo
Il re vagabondo (The Vagabond King) è un film del 1956 diretto da Michael Curtiz.

## Produzione
Il film fu prodotto dalla Paramount Pictures.

## Distribuzione
Distribuito dalla Paramount Pictures, il film uscì nelle sale cinematografiche USA il 29 agosto 1956.